# John Bull (astronauta)

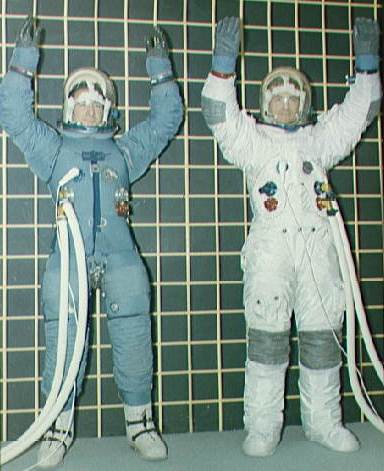
James Irwin i John Bull podczas testowania kombinezonów do programu Apollo

 John Sumter Bull (ur. 25 września 1934 w Memphis, stan Tennessee, zm. 11 sierpnia 2008 w South Lake Tahoe, stan Kalifornia) – amerykański major marynarki wojennej, astronauta. 

## Wykształcenie oraz służba wojskowa
- 1952 – ukończył szkołę średnią (Central High School) w Memphis stan Tennessee.
- 1957 – licencjat z budowy maszyn uzyskał po ukończeniu Rice University w Houston. Po studiach rozpoczął służbę z Marynarce Wojennej Stanów Zjednoczonych. Przeszkolenie lotnicze przeszedł w bazie lotniczej Kingsville w Teksasie.
- marzec 1959 – listopad 1960 - służył w 114 eskadrze myśliwców (VF-114) w bazie Mirimar w Kalifornii. Był pilotem samolotów F-3 Demon oraz F-4 Phantom II.

Później służył na lotniskowcach: USS Ranger, USS Hancock i USS Kitty-Hawk.
- luty 1964 - ukończył kurs pilotów doświadczalnych marynarki wojennej (Navy Test Pilot School) w bazie Patuxent River, stan Maryland.
- marzec 1964 – kwiecień 1966 – był w tej bazie pilotem doświadczalnym w dziale określającym przydatność transportowców lotniczych (Carrier Suitability Branch).
- lipiec 1968 –  z powodów zdrowotnych w stopniu majora odchodzi z marynarki wojennej.
- 1971 – uzyskuje stopień magistra inżynierii lotniczej na Uniwersytecie Stanforda (Stanford University), stan Kalifornia. Dwa lata później w 1973 zdobył w tej dziedzinie nauki doktorat.
- 1973 – powrócił do pracy w NASA.

Jako pilot wylatał ponad 2 100 godzin, z czego 1 800 z nich na samolotach z napędem odrzutowym.

## Kariera astronauty i praca w NASA
- 4 kwietnia 1966 dostał się do piątej grupy astronautów NASA (NASA 5(inne języki)).
- listopad 1967 – został włączony do naziemnej załogi wspierającej załogę statku Apollo 8, jako specjalista ds. modułu księżycowego LM. W lipcu 1968 zmienił go Vance Brand.
- 1968 – został włączony do podstawowej, dwuosobowej załogi (razem z Jamesem Irwinem) uczestniczącej w pierwszych testach ciśnieniowych modułu księżycowego LM (LTA-8 - LM Test Article 8). Przed rozpoczęciem testów z powodów zdrowotnych zastąpił go dubler Gerry Gibbons – pilot doświadczalny firmy Grumman Aircraft.
- lipiec 1968 – z powodu choroby płuc opuścił korpus astronautów NASA.
- 1973 – 1985 – pracował w NASA, w Ames Research Center, jako zastępca szefa działu informacji naukowej. Zajmował się również pracami nad rozwojem nowych typów śmigłowców i samolotów.
- 1986 – 1989 – w NASA pracował nad programami badawczymi dotyczącymi stworzeniem systemów autonomicznych dla statków kosmicznych.

Później zajął się doradztwem w zakresie badań i technologii kosmicznych.